# 1980 na televisão
Nesta página encontram-se os fatos, estreias e términos sobre televisão que aconteceram durante o ano de 1980.

## Eventos

### Brasil

#### Abril
- 14 de abril — É inaugurada a TV Globo Juiz de Fora, emissora própria da Rede Globo em Juiz de Fora, Minas Gerais.

#### Maio
- 28 de maio — É inaugurada a TV Umbu, afiliada da Rede Globo em Passo Fundo, Rio Grande do Sul.
- 30 de maio — Sai do ar a TV Industrial, afiliada da Rede de Emissoras Independentes em Juiz de Fora, Minas Gerais.

#### Julho
- 14 de julho — É inaugurada a TV Pampa de Porto Alegre, Rio Grande do Sul.
- 18 de julho — Sai definitivamente do ar em sete cidades brasileiras (Belém, Fortaleza, Recife, Belo Horizonte, Porto Alegre, São Paulo e Rio de Janeiro, por ordem de fechamento) a Rede Tupi, primeira emissora de TV da América Latina. O motivo de seu fechamento foi a crítica situação financeira na qual ela se encontrava. Suas concessões foram dadas aos empresários Silvio Santos (SBT) e Adolpho Bloch (Rede Manchete).
- 19 de julho–3 de agosto — A Rede Globo e a TV Cultura realizam a cobertura dos Jogos Olímpicos de Verão de 1980.

#### Setembro
- 7 de setembro — É inaugurada a TV Vanguarda de Cornélio Procópio, Paraná.
- 14 de setembro — É inaugurada a TV Montes Claros, afiliada da Rede Bandeirantes em Montes Claros, Minas Gerais.
- 17 de setembro — É inaugurada a TV Tocantins, afiliada da Rede Globo em Anápolis, Goiás.

#### Outubro
- 11 de outubro — É inaugurada a TV Campo Grande em Campo Grande, Mato Grosso do Sul.

#### Novembro
- 12 de novembro — É inaugurada a TV Ribeirão, afiliada da Rede Globo em Ribeirão Preto, São Paulo.

### Estados Unidos

#### Junho
- 1.º de junho — É criada a rede de notícias CNN.

### Portugal

#### Março
- 7 de março — Primeira transmissão regular em cores da televisão em Portugal (RTP), com a 20.ª edição do Festival RTP da Canção.

#### Julho
- 19 de julho–3 de agosto — A RTP realiza a cobertura dos Jogos Olímpicos de Verão de 1980.

## Programas

### Brasil

#### Janeiro
- 1.º de janeiro
  - Termina Estúpido Cupido na Rede Globo.
  - Estreia Pé de Vento na Rede Bandeirantes.
- 6 de janeiro — Estreia Globo Rural na Rede Globo.
- 7 de janeiro
  - Estreia Bambalalão na TV Cultura.
  - Reestreia À Sombra dos Laranjais na Rede Globo.
- 21 de janeiro
  - Estreia Olhai os Lírios do Campo na Rede Globo.
  - Termina Dinheiro Vivo na Rede Tupi.
- 28 de janeiro — Estreia Drácula, uma História de Amor na Rede Tupi.
- 31 de janeiro — Termina Drácula, uma História de Amor na Rede Tupi.

#### Fevereiro
- 2 de fevereiro — Termina Os Gigantes na Rede Globo.
- 3 de fevereiro — Estreia Programa Silvio Santos na TV Record.
- 4 de fevereiro — Estreia Água Viva na Rede Globo.
- 22 de fevereiro — Termina Como Salvar Meu Casamento na Rede Tupi.
- 29 de fevereiro — Termina Marron Glacé na Rede Globo.

#### Março
- 3 de março — Estreia Chega Mais na Rede Globo.

#### Abril
- 5 de abril — Termina Rede Tupi de Notícias na Rede Tupi.
- 7 de abril
  - Estreia TV Mulher na Rede Globo.
  - Estreia Jornal Tupi na Rede Tupi.
- 24 de abril — Termina Chico City na Rede Globo.
- 26 de abril — Estreia a série O Bem-Amado na Rede Globo.

#### Maio
- 2 de maio — Termina À Sombra dos Laranjais na Rede Globo.
- 5 de maio — Estreia Vale a Pena Ver de Novo na Rede Globo.
- 23 de maio — Termina Olhai os Lírios do Campo na Rede Globo.
- 25 de maio — Estreia Viola, Minha Viola na TV Cultura.
- 26 de maio — Estreia Marina na Rede Globo.

#### Junho
- 2 de junho — Estreia A Deusa Vencida na Rede Bandeirantes.
- 21 de junho — Termina Pé de Vento na Rede Bandeirantes.
- 23 de junho — Estreia Cavalo Amarelo na Rede Bandeirantes.

#### Julho
- 12 de julho — Termina Almoço com as Estrelas na Rede Tupi.
- 13 de julho — Termina Programa Silvio Santos na Rede Tupi.
- 16 de julho — Termina Jornal Tupi na Rede Tupi.
- 19 de julho — Termina O Todo Poderoso na Rede Bandeirantes.
- 21 de julho — Estreia Um Homem muito Especial na Rede Bandeirantes.

#### Agosto
- 8 de agosto — Termina Água Viva na Rede Globo.
- 11 de agosto — Estreia Coração Alado na Rede Globo.
- 17 de agosto — Estreia Canal Livre na Rede Bandeirantes.

#### Setembro
- 5 de setembro — Termina Chega Mais na Rede Globo.
- 6 de setembro — Reestreia Almoço com as Estrelas na TV Record.
- 8 de setembro — Estreia Plumas e Paetês na Rede Globo.
- 15 de setembro — Estreia Programa do Bozo na TVS Rio de Janeiro.
- 27 de setembro — Termina A Deusa Vencida na Rede Bandeirantes.
- 29 de setembro
  - Estreia Mulheres em Desfile na TV Gazeta.
  - Estreia O Meu Pé de Laranja Lima na Rede Bandeirantes.

#### Outubro
- 6 de outubro — Reestreia Cara a Cara na Rede Bandeirantes.

#### Novembro
- 8 de novembro — Termina Marina na Rede Globo.
- 10 de novembro — Estreia As Três Marias na Rede Globo.
- 14 de novembro — Termina Dona Xepa no Vale a Pena Ver de Novo na Rede Globo.
- 17 de novembro — Reestreia A Sucessora no Vale a Pena Ver de Novo na Rede Globo.
- 29 de novembro — Termina Cavalo Amarelo na Rede Bandeirantes.

#### Dezembro
- 1 de dezembro — Estreia Dulcinéa Vai à Guerra na Rede Bandeirantes.
- 22 de dezembro — Termina Malu Mulher na Rede Globo.
- 23 de dezembro — A Rede Globo exibe o Roberto Carlos Especial.

### México

#### Janeiro
- 7 de janeiro — Termina El Chavo del Ocho (no Brasil: Chaves) no Las Estrellas.

#### Fevereiro
- 4 de fevereiro — Reestreia Chespirito no Las Estrellas.

## Nascimentos
| Data            | Nome                | Profissão                                          | Nacionalidade  | Observações | Ref |
| --------------- | ------------------- | -------------------------------------------------- | -------------- | ----------- | --- |
| 10 de janeiro   | Sarah Shahi         | atriz e modelo                                     | Estados Unidos |             |     |
| 13 de janeiro   | Thiago Luciano      | modelo, ator e roteirista                          | Brasil         |             |     |
| 8 de fevereiro  | Márcia Leal         | atriz                                              | Portugal       |             |     |
| 12 de fevereiro | Christina Ricci     | atriz                                              | Estados Unidos |             |     |
| 14 de fevereiro | Adérito Lopes       | ator                                               | Portugal       |             |     |
| 25 de fevereiro | Fernanda de Freitas | atriz                                              | Brasil         |             |     |
| 2 de março      | Rebel Wilson        | atriz                                              | Austrália      |             |     |
| 4 de março      | Jung Da Bin         | atriz                                              | Coreia do Sul  | m. 2007     |     |
| 7 de março      | Laura Prepon        | atriz                                              | Estados Unidos |             |     |
| 8 de março      | Renata Dominguez    | atriz                                              | Brasil         |             |     |
| 9 de março      | Matthew Gray Gubler | ator                                               | Estados Unidos |             |     |
| 10 de março     | Sara Maldonado      | atriz                                              | México         |             |     |
| 12 de março     | Juliana Silveira    | atriz e cantora                                    | Brasil         |             |     |
| 13 de março     | Molly Stanton       | atriz                                              | Estados Unidos |             |     |
| 14 de março     | Mercedes McNab      | atriz                                              | Canadá         |             |     |
| 12 de abril     | Geovanna Tominaga   | apresentadora                                      | Brasil         |             |     |
| 21 de abril     | Sidney Sampaio      | atriz e modelo                                     | Brasil         |             |     |
| 22 de abril     | Elaine Mickely      | ator                                               | Brasil         |             |     |
| 22 de abril     | Rodrigo Hilbert     | ator, modelo e apresentador                        | Brasil         |             |     |
| 25 de abril     | Joaquim Lopes       | ator                                               | Brasil         |             |     |
| 26 de abril     | Channing Tatum      | ator, dançarino e modelo                           | Estados Unidos |             |     |
| 6 de maio       | Leonor Poeiras      | apresentadora                                      | Portugal       |             |     |
| 6 de maio       | Kiko Pissolato      | ator e escritor                                    | Brasil         |             |     |
| 9 de maio       | Marcos Veras        | ator                                               | Brasil         |             |     |
| 14 de maio      | Sérgio Guizé        | ator                                               | Brasil         |             |     |
| 20 de maio      | Cauã Reymond        | ator                                               | Brasil         |             |     |
| 2 de junho      | Caio Blat           | ator                                               | Brasil         |             |     |
| 20 de junho     | Dado Dolabella      | ator e cantor                                      | Brasil         |             |     |
| 9 de julho      | Megan Parlen        | atriz                                              | Estados Unidos |             |     |
| 11 de julho     | Diana Chaves        | atriz                                              | Portugal       |             |     |
| 15 de julho     | Juliana Almeida     | atriz e apresentadora                              | Brasil         |             |     |
| 18 de julho     | Kristen Bell        | atriz                                              | Estados Unidos |             |     |
| 17 de agosto    | Shannon Lucio       | atriz                                              | Estados Unidos |             |     |
| 1 de setembro   | Thiago Rodrigues    | ator                                               | Brasil         |             |     |
| 9 de setembro   | Michelle Williams   | atriz                                              | Estados Unidos |             |     |
| 24 de setembro  | Juliano Cazarré     | ator                                               | Brasil         |             |     |
| 29 de setembro  | Zachary Levi        | ator                                               | Estados Unidos |             |     |
| 2 de outubro    | Rodrigo Scarpa      | comediante                                         | Brasil         |             |     |
| 10 de novembro  | Jackeline Petkovic  | apresentadora, cantora, atriz, modelo e radialista | Brasil         |             |     |
| 12 de novembro  | Ryan Gosling        | ator                                               | Canadá         |             |     |
| 27 de novembro  | Hermila Guedes      | atriz                                              | Brasil         |             |     |
| 30 de novembro  | Leonor Seixas       | atriz                                              | Portugal       |             |     |
| 23 de dezembro  | Pedro Teixeira      | ator                                               | Portugal       |             |     |
| 31 de dezembro  | Rosanne Mulholland  | atriz                                              | Brasil         |             |     |

## Mortes
| Data | Nome | Profissão | Nacionalidade | Observações | Ref |
| ---- | ---- | --------- | ------------- | ----------- | --- |